# Шюрман, Петра
Петра Шюрман-Фройнд (нем. Petra Schürmann-Freund; 15 сентября 1933 — 14 января 2010) — немецкая модель, телеведущая и актриса.

## Биография
Петра Шюрман выиграла конкурс «Мисс Мира 1956», представляя Западную Германию. Она — первая немка с таким титулом, вслед за ней этот титул завоевала Габриэлла Брум в 1980 году, но сложила с себя полномочия спустя сутки после победы. На национальном конкурсе «Мисс Германия» Петра Шюрман заняла лишь третье место, однако именно её предпочли отправить на международный конкурс «Мисс Мира», так как она хорошо знала английский язык.
Она изучала философию и психологию в университетах Бонна и Кёльна. После победы на конкурсе «Мисс Мира» фрау Шюрман продолжила обучение в Мюнхене.
В 1960-х годах она делала карьеру на радио и телевидении, живя в Мюнхене и работая в общественной телерадиокомпании Bayerischer Rundfunk. Она также написала несколько книг.

## Личная жизнь
В 1973 году она вышла замуж за доктора Герхарда Фройнда (нем. Gerhard Freund), от которого она ещё в 1967 году родила дочь Александру. Рождение ребёнка держалось в тайне, поскольку на тот момент Фройнд состоял в браке с актрисой Марианной Кох. Александра Фройнд сделала успешную карьеру на телевидении в родном Мюнхене и погибла в 2001 году в возрасте 34 лет в автомобильной аварии. Петра Шюрман тяжело переживала смерть дочери, с которой они были очень близки, и до конца жизни не оправилась от потери.

## Смерть
Петра Шюрман вместе с супругом уединённо проживали у озера Штарнбергер-Зе неподалёку от Мюнхена. Когда он умер в августе 2008 года, они были женаты уже в течение 35 лет. Она скончалась 14 января 2010 года в городе Штарнберг после продолжительной болезни.